# Håkan Smeds
Håkan Gilbert Markus Smeds, född 3 september 1928 i Vasa, är en finländsk industriman. 
Smeds utexaminerades som diplomekonom 1950, arbetade  vid Oy Strömberg Ab 1950–1953 och vid Helsingfors Aktiebank i Vasa 1953–1956. Han var kontorschef vid Vasa Elektriska Ab 1956–1961, anställdes vid Oy Wiik & Höglund Ab 1961 och var verkställande direktör för sistnämnda företag 1971–1987. Han har varit styrelseordförande och styrelsemedlem i flera till KWH-koncernen hörande, och av koncernen delägda bolag. Han tilldelades bergsråds titel 1984.